# La Bodera
La Bodera – gmina w Hiszpanii, w prowincji Guadalajara, w Kastylii-La Mancha, o powierzchni 21,76 km². W 2011 roku gmina liczyła 35 mieszkańców.